# Медицински модел
Медицински модел је у оквиру методолошких усмерења социјалног рада, приступ заснован на претежно директивној оријентацији и коришћењу клиничких процедура. Медицински модел пасивизира клијенте социјалног рада и онемогућава коришћење њихових потенцијала и преузимање одговорности за решавање сопствених проблема. Из наведених разлога, у пракси социјалног рада, медицински модел се ретко примењује.